# Neodorcadion
Neodorcadion is een kevergeslacht uit de familie van de boktorren (Cerambycidae). De wetenschappelijke naam van het geslacht werd voor het eerst geldig gepubliceerd in 1884 door Ganglbauer.

## Soorten
Neodorcadion omvat de volgende soorten:
- Neodorcadion bilineatum (Germar, 1824)
- Neodorcadion calabricum Reitter, 1889
- Neodorcadion exornatoides Breuning, 1962
- Neodorcadion exornatum (Frivaldszky, 1835)
- Neodorcadion fallax (Kraatz, 1873)
- Neodorcadion laqueatum (Waltl, 1838)
- Neodorcadion orientale Ganglbauer, 1884
- Neodorcadion pelleti (Mulsant & Rey, 1863)
- Neodorcadion virleti (Brullé, 1832)